# Нідерландська королівська академія наук
Нідерландська королівська академія наук (нід. Koninklijke Nederlandse Akademie van Wetenschappen, KNAW) — національна організація, що є головною науковою установою в Нідерландах, покликана розвивати науку й літературу країни; штаб-квартира розташована в столиці держави місті Амстердамі.
Установа надає уряду консультації з питань науки, веде експертну діяльність, координує рецензування наукових статей, проведення наукових конференцій та форумів; під її егідою діють профільні наукові інститути. Академія присуджує ряд престижних нагород, у тому числі медаль Лоренца для фізиків.
Заклад засновано в наполеонівському Королівстві Голландія указом Людовика Бонапарта 4 травня 1808 року як Королівський інститут наук, літератури та образотворчих мистецтв (нід. Koninklijk Instituut van Wetenschappen, Letterkunde en Schoone Kunsten). Після ряду реорганізацій (1851, 1855) став академією. Теперішня назва установи — від 1938 року.
У складі Королівської Нідерландської академії наук два відділення — математики і природничих наук; філології, літератури, історії та філософії. Установа публікує вісник Академії, щорічники, доповіді, періодичні видання відділень.
Члени Академії (близько 200 членів молодші від 65 років) обираються довічно кооптацією; приймаються номінації від осіб і організацій поза Академією. У 65 років академік має вийти у відставку. Є члени-кореспонденти та іноземні члени Академії. Серед останніх, зокрема, були радянські науковці П. Л. Капіца (з 1969), А. М. Коломогоров (з 1963), О. Н. Фрумкін (з 1965).
Президент Королівської Нідерландської академії наук від травня 2008 року — фізик-математик Роберт Дейкграф. В інавгураційній промові він висловив стурбованість низьким рівнем фінансування науки в Нідерландах проти більшості західноєвропейських країн.